# Claudiu Keșerü
Claudiu Andrei Keserü (ur. 2 grudnia 1986 w Oradei) – rumuński piłkarz, który występował na pozycji napastnika. W latach 2013–2021 reprezentant Rumunii. Uczestnik Mistrzostw Europy 2016.

## Kariera klubowa
Keserü urodził się w mieście Oradea. Tam też rozpoczął karierę piłkarską w klubie FC Oradea. W sezonie 2002/2003 zaczął występować w jego barwach w drugiej lidze rumuńskiej, a na jego koniec awansował do pierwszej ligi. W niej zadebiutował 23 sierpnia 2003 w zremisowanym 0:0 meczu z Petrolulem Ploeszti.
Jeszcze latem 2003 roku Keserü trafił do Francji i został zawodnikiem FC Nantes. Przez pierwszy rok występował w amatorskich rezerwach tego klubu i zdobył dla niego 8 goli w 11 meczach. To zaowocowało awansem do pierwszej drużyny „Kanarków”, prowadzonej przez Loïc Amisse. W Ligue 1 zadebiutował 4 grudnia 2004 w przegranym 0:1 domowym meczu z Niceą. Natomiast pierwszego gola na boiskach Francji zdobył 15 stycznia 2005 w spotkaniu ze Stade Rennais (2:0). W Nantes najczęściej pełnił rolę rezerwowego, m.in. dla Mamadou Bagayoko, Mamadou Diallo czy Dimitri Payeta. W 2007 roku spadł z Nantes do Ligue 2, a wiosną 2008 został wypożyczony do innego drugoligowca Libourne-Saint-Seurin. Tam wykazał się wysoką skutecznością zdobywając 11 goli w 17 spotkaniach i latem 2008 po powrocie Nantes do Ligue 1 powrócił do tego klubu. W styczniu 2009 ponownie powędrował na wypożyczenie. Tym razem do końca sezonu reprezentował barwy Tours FC.
Od początku sezonu 2009/2010 Keserü ponownie grał dla FC Nantes. Zimą został sprzedany do Angers, a latem 2010 sprzedany do Tours FC.
8 lipca 2010 roku podpisał 3–letni kontrakt z pierwszoligowym SCO Angers.
19 czerwca 2013 roku podpisał kontrakt z pierwszoligowym SC Bastia. W latach 2014/2015 grał w Steaule Bukareszt, a następnie w katarskim Al-Gharafa. Latem 2015 przeszedł do Łudogorca Razgrad.
| Sezon   | Klub             | Kraj    | Rozgrywki | Mecze | Bramki | Rozgrywki Europy            | Mecze | Bramki |
| ------- | ---------------- | ------- | --------- | ----- | ------ | --------------------------- | ----- | ------ |
| 2002/03 | FC Oradea        | Rumunia | Divizia B | 13    | 2      | -                           | -     | -      |
| 2003/04 | FC Oradea        | Rumunia | Divizia A | 2     | 1      | -                           | -     | -      |
| 2003/04 | Nantes B         | Francja | CFA       | 11    | 8      | -                           | -     | -      |
| 2004/05 | FC Nantes        | Francja | Ligue 1   | 15    | 3      | -                           | -     | -      |
| 2005/06 | FC Nantes        | Francja | Ligue 1   | 14    | 3      | -                           | -     | -      |
| 2006/07 | FC Nantes        | Francja | Ligue 1   | 22    | 4      | -                           | -     | -      |
| 2007/08 | FC Nantes        | Francja | Ligue 2   | 11    | 0      | -                           | -     | -      |
| 2007/08 | Libourne (wyp.)  | Francja | Ligue 2   | 17    | 11     | -                           | -     | -      |
| 2008/09 | FC Nantes        | Francja | Ligue 1   | 9     | 1      | -                           | -     | -      |
| 2008/09 | Tours FC (wyp.)  | Francja | Ligue 2   | 12    | 7      | -                           | -     | -      |
| 2009/10 | FC Nantes        | Francja | Ligue 2   | 10    | 0      | -                           | -     | -      |
| 2009/10 | Angers (wyp.)    | Francja | Ligue 2   | 14    | 4      | -                           | -     | -      |
| 2010/11 | Angers           | Francja | Ligue 2   | 35    | 10     | -                           | -     | -      |
| 2011/12 | Angers           | Francja | Ligue 2   | 32    | 6      | -                           | -     | -      |
| 2012/13 | Angers           | Francja | Ligue 2   | 32    | 17     | -                           | -     | -      |
| 2013/14 | SC Bastia        | Francja | Ligue 1   | 16    | 1      | -                           | -     | -      |
| 2013/14 | Steaua Bukareszt | Rumunia | Liga I    | 17    | 8      | -                           | -     | -      |
| 2014/15 | Steaua Bukareszt | Rumunia | Liga I    | 17    | 12     | Liga Mistrzów / Liga Europy | 9     | 5      |
| 2014/15 | Al-Gharafa       | Katar   | Q-League  | 9     | 9      | -                           | -     | -      |

Stan na: koniec sezonu 2014/2015

## Kariera reprezentacyjna
W latach 2004–2007 Keserü był członkiem reprezentacji Rumunii U-21, dla której rozegrał 25 meczów i strzelił 6 goli.

## Sukcesy

### Steaua Bukareszt
- Mistrzostwo Rumunii: 2013/2014, 2014/2015
- Puchar Rumunii: 2014/2015

### Łudogorec Razgrad
- Mistrzostwo Bułgarii: 2015/2016, 2016/2017, 2017/2018, 2018/2019, 2019/2020, 2020/2021

### Indywidualne
- Król strzelców Pyrwy peofesionałnej futbołnej ligi: 2016/2017 (22 gole), 2017/2018 (26 goli), 2020/2021 (18 goli)